# Lucio V. Mansilla
Lucio Victorio Mansilla (Buenos Aires, 23 de diciembre de 1831 - París, 8 de octubre de 1913) fue un general de división del Ejército Argentino, que también se destacó como periodista, escritor, político y diplomático. Fue gobernador del Territorio Nacional del Gran Chaco entre 1878 y 1879.
Su obra literaria más conocida es Una excursión a los indios ranqueles, fruto de una recorrida que emprendió en 1870 por los toldos de estos pueblos originarios de América.

## Biografía
Lucio Victorio Mansilla nació en una casa del barrio de Montserrat, edificada en la esquina de las calles Tacuarí y Potosí (hoy Alsina), conocida en la época colonial como «el presidio viejo», el 23 de diciembre de 1831 (día de Santa Victoria) siendo el hijo primogénito del coronel federal Lucio Norberto Mansilla, quien fuera considerado héroe de la batalla de la Vuelta de Obligado, y de Agustina Ortiz de Rozas, décima hermana o hermana menor de Juan Manuel de Rosas, una joven de 15 años a quien se llamaba la belleza de la federación. Su hermana fue la conocida escritora y periodista Eduarda Mansilla.
Luego de pasar por varios colegios fue empleado en la firma familiar de Adolfo Mansilla y Cía., donde llevaba los libros de contabilidad. En esa época, a los 16 años se enamoró de Pepita, hija de inmigrantes franceses que era modista y trabajaba en una tienda de gorras, en tanto su madre regenteaba un hotel de la calle San Martín. Junto con su enamorada planearon su fuga a Montevideo en una barcaza alquilada al efecto, pero por la infidencia de un amigo la maniobra fue descubierta, la joven internada en un convento y el donjuán confinado en la cárcel desde donde fue devuelto al seno familiar. Inútilmente trató de convencer a su madre de sus buenas intenciones pues ella exigió su disculpa y la entrega de la correspondencia y retrato de su novia, a lo cual se negó, motivo por el cual aquella decidió mandarlo a la estancia familiar en el Rincón de López, desembocadura del Río Salado en la Bahía de Samborombón, que regenteaba su tío Gervasio, desde la cual hizo una escapada hasta Chascomús, donde en la casa de su otro tío Prudencio, conoció y se enamoró de una de sus primas, Catalina, con la cual luego se casaría. 
Vuelto a Buenos Aires fue enviado a trabajar al saladero familiar sito en las cercanías de San Nicolás que estaba a cargo de su padre, donde vivía en la casa de este último en dicho pueblo. Allí entretenía sus ratos de ocio en la lectura de libros que extraía de la biblioteca paterna. Un día fue sorprendido por su progenitor leyendo el Contrato social de Rousseau, lo que determinó que su padre, temiendo que tales lecturas llegaran a oídos de su tío Juan Manuel, poco afecto a aquellas inclinaciones, decidió mandarlo en comisión con el objeto de adquirir mercaderías en un viaje a la India, países de Oriente y Europa donde conoció lugares exóticos para la época como Calcuta y Egipto, terminando su viaje en Londres y París.
Enterado del levantamiento de Urquiza contra su tío, y preocupado por la suerte de su familia, regresó al país luego de tres años de ausencia. En 1852 entró al ejército, militando entre los partidarios de la Confederación. Luego del derrocamiento de Rosas, como consecuencia de la batalla de Caseros, emprendió otro viaje a Europa, en compañía de su padre y de su hermano Lucio Norberto, compartiendo parte del trayecto hasta Brasil con Sarmiento. Después de que hubo regresado, en agosto de 1852, renació el romance con su prima Catalina, con quien contrajo enlace el 18 de septiembre de 1853.

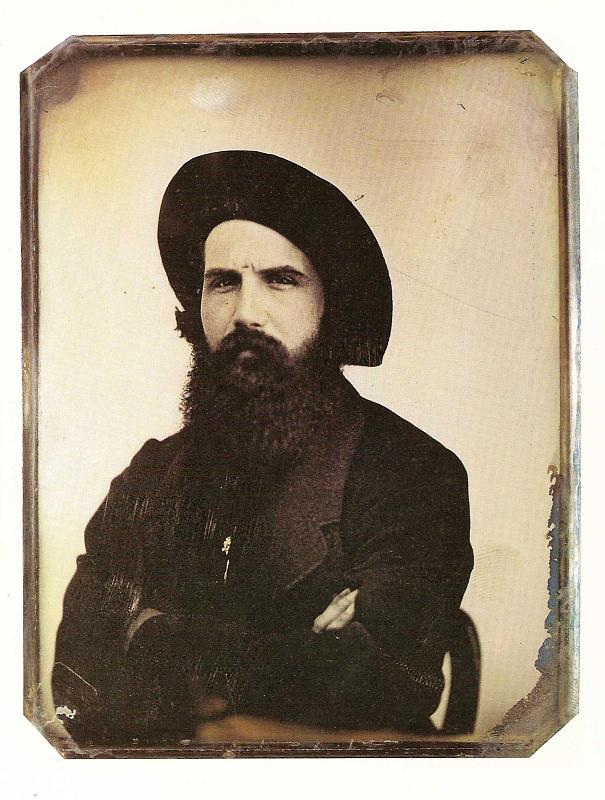
Posible retrato de Mansilla, circa 1855.

Un año después nacería su primer hijo, Andrés Pío. Promediando 1856, estaba dedicado al periodismo, pero un hecho acontecido en un teatro, donde insultó a viva voz al senador José Mármol retándolo a duelo por una injuria vertida hacia su familia en la novela Amalia, terminó con él en la cárcel y fue penado con extradición, de modo que se radicó en la ciudad de Paraná —capital por entonces de la Confederación Argentina, de la cual el Estado de Buenos Aires se había separado— lo que significó alejarse de su familia. Realizó periodismo político y fue secretario de Salvador María del Carril; luego diputado por Santiago del Estero y secretario de la Convención Constituyente de 1860 llevada a cabo como consecuencia del tratado de San José de Flores, luego del triunfo de Urquiza en la batalla de Cepeda (1859), por el cual Buenos Aires se unía a la Confederación con la condición de revisar la Constitución de 1853 que se había realizado sin su participación.

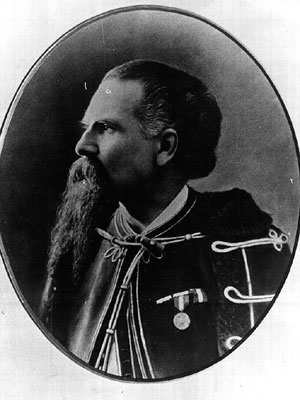
Foto de Mansilla en tiempos de la "Guerra del Paraguay".

Intervino en la Guerra del Paraguay; asistió a la batalla de Humaitá y a los combates de Estero Bellaco, Tuyutí, Boquerón y Sauce. Sufrió una herida en las lomas de Curupaytí. En 1868 alcanzó los grados de mayor y teniente coronel y se desempeñó como secretario militar del general Emilio Mitre hasta que dejó en su reemplazo a su amigo el teniente coronel Agustín Mariño. Más adelante ascendió a coronel, gracias a su apoyo a la campaña a la presidencia de Domingo Faustino Sarmiento. En virtud de ello, pretendió que el sanjuanino lo nombrase ministro de guerra de su gabinete, pero este no accedió y en cambio lo destinó al servicio de la frontera sur de Córdoba, bajo las órdenes del general Arredondo.
Al nombrársele comandante de las fronteras del sur de Córdoba se dedicó a explorar meticulosamente la zona entre los ríos Cuarto y Quinto, logrando como resultado dibujar un detallado mapa topográfico. Luego hizo los preparativos y se internó en las pampas acompañado de dos frailes franciscanos y una pequeña escolta para tratar pacíficamente con los indios. Partió el 30 de marzo de 1870 desde el Fuerte Sarmiento (próximo a la actual localidad de Villa Sarmiento, aprox. 150 km al SSO de la ciudad de Río Cuarto) hasta la Laguna Leubucó, en las tierras del cacique ranquel Mariano Rosas. También visitó a los caciques Ramón Cabral y Baigorrita. Regresó a Villa Mercedes y llegó al Fuerte Sarmiento el 17 de abril de 1870. Como resultado de esta experiencia, escribió una serie de cartas, primero publicadas en el diario porteño La Tribuna como folletín y poco después editadas en formato de libro, relato que constituye su obra literaria más conocida, Una excursión a los indios ranqueles.
A la vuelta de su expedición, que duró veinte días, en Villa Mercedes, Mansilla se encontró suspendido de su cargo por cuanto, procediendo sin consultar a su jefe, había ordenado el fusilamiento de un desertor reincidente, previo consejo de guerra sumarísimo. El presidente Sarmiento cerró el sumario poniéndolo en disponibilidad, con un apercibimiento en su foja de servicios.
Se dedicó entonces al periodismo, escribiendo artículos en los diarios de la época. Dos años después, su amigo Nicolás Avellaneda (que gobernó entre el 12 de octubre de 1874 y el 12 de octubre de 1880) lo repuso en su cargo militar como jefe de Estado mayor en Córdoba y luego jefe de fronteras e intendente militar.
Desde 1882 fue diputado durante el gobierno de Julio Argentino Roca (que fue presidente entre el 12 de octubre de 1880 y el 12 de octubre de 1886) y cumplió luego misiones diplomáticas en el exterior. Hacia fines de 1895 falleció su mujer, Catalina, de lo cual se enteró meses más tarde, pues se encontraba en misión en Niza. En 1896 se radicó en París, desde donde pidió su baja del ejército y dos años más tarde publicó una biografía sobre su tío Juan Manuel de Rosas con el carácter de ensayo histórico-psicológico y luego dos ensayos políticos, «En vísperas» (1903) y «Un país sin ciudadanos» (1907) y mandaba colaboraciones para la prensa de Buenos Aires. Para entonces durante la epidemia de fiebre amarilla en Buenos Aires (1871) ya había fallecido su padre y su hijo mayor y luego sus otros dos hijos corrieron la misma suerte a causa de distintas enfermedades. 
Tenía 71 años cuando comenzó a redactar sus «Memorias», en las que recordaría episodios de su infancia y juventud, mientras seguía mandando desde París apostillas para El Diario de Buenos Aires. Hacia fines de 1898, en un breve viaje que hizo a su país, conoce a Mónica Torromé, viuda de Huergo cuyo padre había instalado una firma comercial en Londres, donde contrae segundas nupcias el año siguiente para luego instalarse definitivamente en París, en 1902, luego de realizar varias misiones diplomáticas en otros puntos de Europa, funciones a las que renunció en dicho año. En sus últimos años estuvo aquejado de una incipiente ceguera, y falleció en aquella ciudad el 8 de octubre de 1913.
Es uno de los 5 dandis porteños del libro de Pilar de Lusarreta.

## Mansilla el escritor

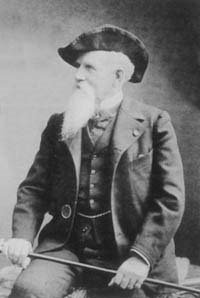
Lucio V. Mansilla.

Mansilla, además de militar fue escritor y periodista. Tal cual se señaló, su obra más conocida es Una excursión a los indios ranqueles, que fue publicada a modo de cartas que dirigía a su amigo Santiago Arcos, quien por entonces residía en España, en un diario de la época titulado La Tribuna, entre el 20 de mayo y el 7 de septiembre de 1870. 
Contaba los detalles de su expedición y su encuentro con los capitanejos ranqueles y con el cacique Panguitruz Guor (hijo del gran cacique Painé), llamado también Mariano Rosas. Siendo joven había sido tomado prisionero y enviado a la "Estancia del Pino", propiedad de Juan Manuel de Rosas, donde aprendió las tareas del campo, y allí fue bautizado con el apellido cristiano de su por entonces patrón y luego padrino. Se escapó posteriormente con otros aborígenes hacia sus tolderías, de las cuales llegaría a ser jefe a la muerte de su padre (otra versión poco probable recogida por Estanislao Zeballos sostiene que fue el propio Rosas el que lo envió a reencontrarse con su padre a cambio de que este a su vez le remitiera al refugiado unitario Manuel Baigorria, canje que nunca se concretó).
La travesía del Coronel Mansilla desde el Fuerte Sarmiento, sobre la frontera que se había avanzado hasta el río Quinto, en Córdoba, se inició el 30 de marzo de 1870, teniendo como objetivo afianzar un tratado de paz que anteriormente había suscripto con los emisarios indios que el cacique mandara a la comandancia y que había sido corregido por Sarmiento, por entonces Presidente de la Nación Argentina. La comitiva se componía de dos sacerdotes franciscanos de la "propaganda fide", fray Marcos Donati y fray Moisés Álvarez, cuatro oficiales subalternos y seis caballerizos, transportando en mulas cargueras los ornamentos religiosos, las provisiones y los regalos para los caciques y con ellos tomó el rumbo de las rastrilladas que surcaban la pampa en dirección hacia la "Laguna del Cuero" y más allá Leubucó, capital del dominio ranquel en el que imperaba Mariano Rosas (Panguitruz Güer).
Mansilla definió con lucidez los caracteres y comportamientos de los ranqueles y de los cautivos y describió las costumbres que imperaban en las tolderías por aquella época. De esta excursión, que su propio protagonista calificó como "calaverada militar", dijo "prefiero la barbarie a la corrupción, como prefiero todo lo que es primitivo a lo que está ya empedernido y no es susceptible de variación. Tales son las ideas que han debido campear en mi primer tomo, hasta donde su carácter social y pintoresco lo haya permitido".

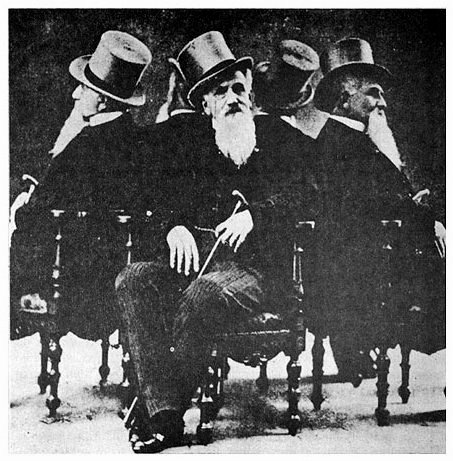
Famosa foto de Mansilla en sus últimos años, tomada en París con espejos de fondo.

En otra etapa de su vida introdujo una forma nueva de literatura, que se caracterizó por el relato coloquial, publicando en el diario "Sud América" relatos breves, anécdotas, conversaciones o diálogos que guardaba en su memoria, en su mayoría autobiográficos conocidos como las "causeries (charlas) de los jueves". Entre esos recuerdos se encuentra el titulado "Los siete platos de arroz con leche", donde cuenta su encuentro con su tío Juan Manuel en su finca de Palermo luego de su primer viaje a Europa. Esas publicaciones fueron recogidas en 5 volúmenes editados entre 1889/90 que para una mejor comprensión tituló "Entre nos", llevando como subtítulo el indicado galicismo. Posteriormente la editorial Hachette reeditó las mismas en un tomo de su colección El Pasado Argentino que fue prologado por el escritor Juan Carlos Ghiano y vio la luz en 1963.
Otra de sus obras "Retratos y recuerdos" refleja la descripción de 17 personajes históricos de su época que conoció personalmente la mayoría de ellos durante su exilio en Paraná. También intentó reflejar una crítica de la época de su tío Juan Manuel de Rosas en un estudio de tinte histórico-psicológico, que provocó algunas críticas desfavorables por su inexperiencia en ese tipo de ensayos.
En su primera obra, "De Adén a Suez", narra las peripecias de su primer viaje a tierras totalmente extrañas, como el lejano oriente, que recorrió desde Calcuta hasta Egipto, en compañía de un compañero de aventuras estadounidense, culminando el viaje en Londres y París.
En su última obra, "Memorias", solo llegó a reflejar su infancia y juventud, y recordaba con nostalgia esa época en que la semicolonial Buenos Aires quería dejar de ser "gran aldea", describiendo en forma detallada sus características, sobre todo del barrio de San Telmo, dónde tuvo su domicilio.
El "El excursionista del planeta", reúne una selección de su obra y se dan a conocer por primera vez en formato libro las Cartas de Amambay, Ecos de Europa y Diario de un expatriado, que fueran publicadas en forma de columnas periodísticas en su momento. 

## Obras
- De Adén a Suez (1855)
- Una venganza africana (1864)
- Una excursión a los indios ranqueles (1870)
- Entre nos: Causeries de los jueves (1889/90, 5 volúmenes)
- Retratos y recuerdos (1894)
- Estudios morales o sea el diario de mi vida (1896)
- Rosas, ensayo histórico-psicológico (1898)
- Máximas y pensamientos (1904)
- Mis Memorias (1904)
- El excursionista del planeta. Escritos de viaje. Selección de Sandra Contreras (2012)
- En Montevideo, en 1877, escribe Una Huaca, La confesión de un pirata, y La crisis presidencial de Estados Unidos.